# Comté de Lonoke
Le comté de Lonoke est un comté de l'État de l'Arkansas, aux États-Unis. Son siège est Lonoke. C'est un dry county.

## Démographie
Au recensement de 2010, il comptait 68 356 habitants. 
| 1880   | 1890   | 1900   | 1910   | 1920   | 1930   | 1940   | 1950   |
| ------ | ------ | ------ | ------ | ------ | ------ | ------ | ------ |
| 12 146 | 19 263 | 22 544 | 27 983 | 33 400 | 33 759 | 29 802 | 27 278 |

| 1960   | 1970   | 1980   | 1990   | 2000   | 2010   | - | - |
| ------ | ------ | ------ | ------ | ------ | ------ | - | - |
| 24 551 | 26 249 | 34 518 | 39 268 | 52 828 | 68 356 | - | - |